# ムハッラム
ムハッラム（アラビア語：مُحَرَّم）はヒジュラ暦における一番目の月の名称。次の月はサファル月。また、この月名から転じて、当月最初の10日間に行われる宗教行事（後述）を指す場合もある。

## 解説
アラビア語において「禁止」を意味する語根「حرم」（Ḥ-R-M、イフラーム・ハラーム・ハリームなどと同じ語根）に由来しており、この月の間における争いごとは宗教的に禁じられている。そのためラマダーンに次いで神聖な月とされ、ムスリムの中にはムハッラム月の期間中に断食を行う者もいる（なお、ヒジュラ暦の一年間において争いの禁じられた聖なる月は、上述のラマダーン、他にラジャブとズー＝ル＝カアダを加えて合計4回ある）。ヒジュラ暦は完全な太陰暦であるため、グレゴリオ暦の日付を基準に見た場合、毎年11日ほど早まっていく。

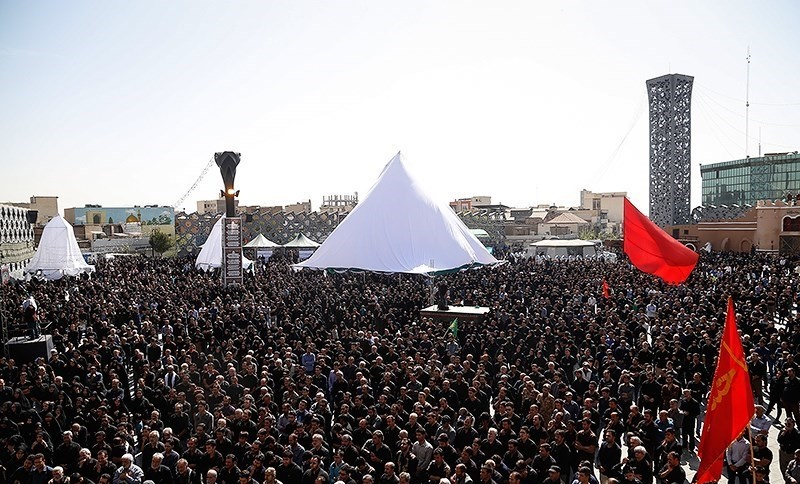

ムハッラム月の10日目は「ヤウム・アル＝アーシューラー（「10番目の日」の意）」ないし単に「アーシューラー」と呼ばれ、断食贖罪の日とされているが、この日はイマーム・フセインの殉教日でもあることから、とくにシーア派の信徒の間で熱心に宗教行事が行われている。このフサインの死を追悼する殉教祭をさして「ムハッラム」と言う場合もある。
また、断食の方法や期日など細かい点が宗派により異なるが、この期間に（ラマダーン期間中のように宗教的義務というわけではなく）自発的な断食が行われる。シーア派の主な宗派の信徒の間では10日目、日の出から日没までの飲食を控える断食が行われる。スンナ派の信徒の間では9日目もしくは10日目に断食が行われ、いずれの日に行うかは各信徒の裁量に委ねられている。

## ムハッラムの日付
イスラム暦には置閏法がいくつかあるが、ここでは年を30で割った余りが2,5,7,10,13,16,18,21,24,26,29となる年を閏年としている。
| ヒジュラ(イスラム)暦 | 開始               | 終了               |
| -------------------- | ------------------ | ------------------ |
| 1433年               | 2011年11月26日日没 | 2011年12月26日日没 |
| 1434年               | 2012年11月14日日没 | 2012年12月14日日没 |
| 1435年               | 2013年11月4日日没  | 2013年12月4日日没  |
| 1436年               | 2014年10月24日日没 | 2014年11月23日日没 |
| 1437年               | 2015年10月14日日没 | 2015年11月13日日没 |
| 1438年               | 2016年10月2日日没  | 2016年11月1日日没  |
| 1439年               | 2017年9月21日日没  | 2017年10月21日日没 |
| 1440年               | 2018年9月11日日没  | 2018年10月11日日没 |
| 1441年               | 2019年8月31日日没  | 2019年9月30日日没  |
| 1442年               | 2020年8月20日日没  | 2020年9月17日日没  |
| 1443年               | 2021年8月9日日没   | 2021年9月7日日没   |
| 1444年               | 2022年7月30日日没  | 2022年8月27日日没  |
| 1445年               | 2023年7月19日日没  | 2023年8月16日日没  |
| 1446年               | 2024年7月7日日没   | 2024年8月4日日没   |